# Церква святого архістратига Михаїла (Гончарівка)

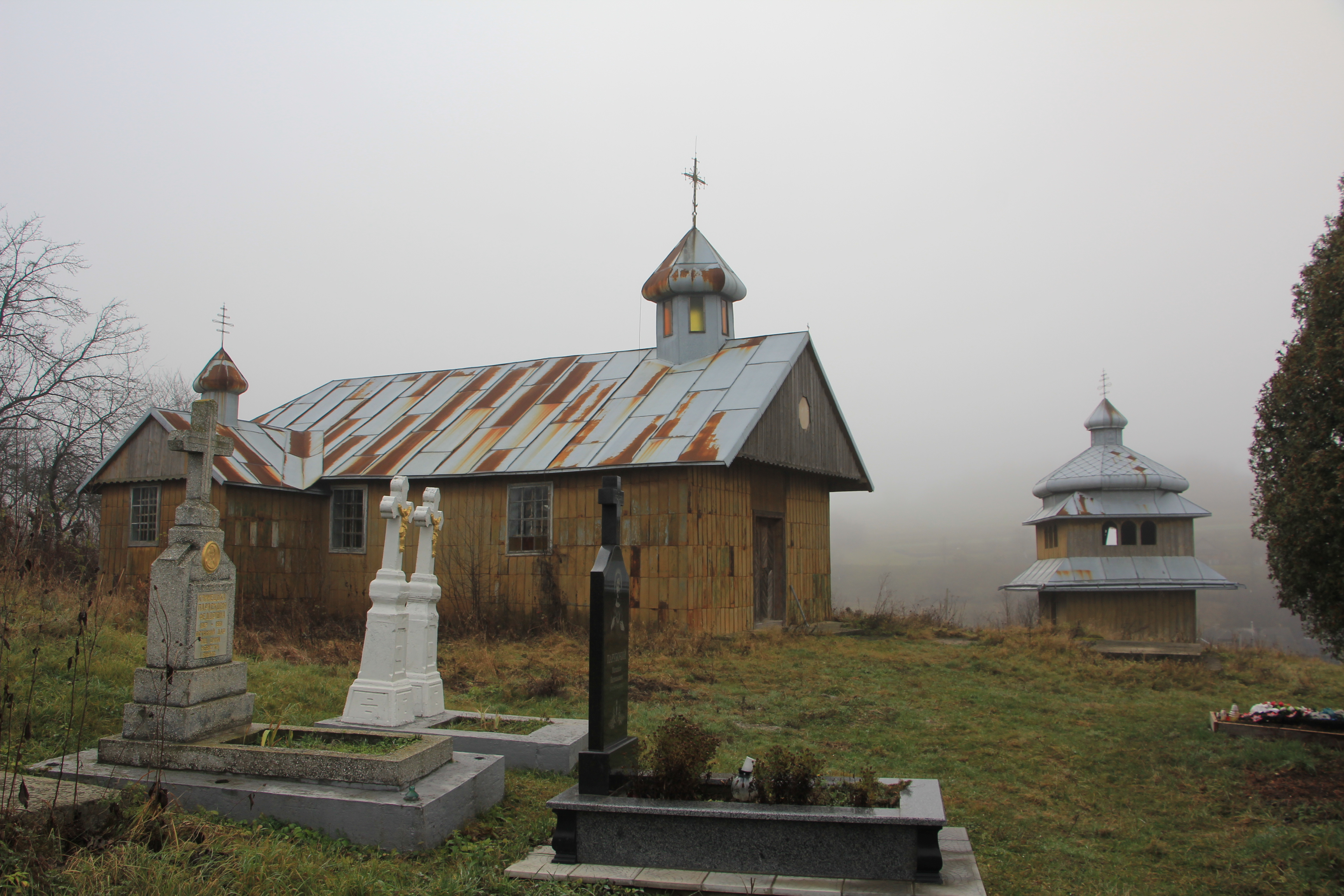
Дерев'яна церква з дзвіницею

Церква святого архістратига Михаїла в Гончарівці — парафія і храм греко-католицької громади Коропецького деканату Бучацької єпархії Української греко-католицької церкви в селі Гончарівка Чортківського району Тернопільської области.

## Історія церкви
Перші згадки про стару дерев'яну церкву в селі відносяться до часів Австрійської імперії, що свідчить про давнє існування греко-католицької парафії. У 1929 році, за служіння о. Марка Гіля, за пожертви парафіян була збудована нова дерев'яна церква. До 1946 року парафія і храм належали до УГКЦ, а з 1946 по 1990 рік — до РПЦ.
Після Другої світової війни, у 1958 році, парафіяни збудували нову дерев'яну церкву, оскільки стара згоріла під час бойових дій. У 1990 році завдяки старанням о. Дем'яна Михайлишина парафія повернулася в лоно УГКЦ.
У травні 1993 року о. Дмитро Подоба та о. Михайло Бойчук освятили наріжний камінь нового храму. Селяни випалили 320 тисяч цеглин, а покрівельні роботи виконали майстри з села Бариш. Будівництво завершили у 1994 році, а у 1996 році храм освятив владика Михаїл Сабрига. Натхненниками будівництва були Петро Горожанський та о. Дмитро Подоба.
У червні 2013 року, під час служіння о. Ярослава Максимлюка та з благословення єпископа Димитрія Григорака, розпочалася реставрація зовнішньої частини церкви.
При парафії діють спільноти «Матері в молитві» і «Божого милосердя», а також Вівтарна дружина.

## Парохи
- о. Марка Гіля,
- о. Дем’ян Михайлишин,
- о. Дмитро Подоба (1991—1999),
- о. Ігор Джиджора (1999—2001),
- о. Василь Циріль (2001—2002),
- о. Володимир Калабішко (2002—2004),
- о. Олег Червак (2004—2011),
- о. Ярослав Максимлюк (з 2012).